# Symbolika
Symbolika – ukształtowanie fragmentów świata przedstawionego w dziele literackim (lub elementów dzieła sztuki), które wskazuje na dwupłaszczyznowość znaczenia, zamierzoną zagadkowość. To, co przedstawione bezpośrednio, jest znakiem głęboko ukrytych i niejasnych treści, mających kierować ku nim myśl odbiorcy. Głębszy poziom znaczenia jest sugerowany, lecz niejednoznaczny, otwiera więc możliwość różnych rozumień i interpretacji. Istotnej prawdy szuka się poza warstwą zmysłową; to, co przedstawione wprost jest symbolem duchowych, pozarealnych prawd.